# Liste der Stolpersteine in Hellenthal
In der Liste der Stolpersteine in Hellenthal werden jene Gedenksteine aufgeführt, die im Rahmen des Projektes Stolpersteine des Künstlers Gunter Demnig in Hellenthal verlegt wurden. Bisher erfolgten vier Stolpersteinverlegungen. Zunächst am 20. Oktober 2013 (4), 27. Oktober 2014 (9) und 9. Oktober 2015 (9) in den Ortsteilen Hellenthal (10), Kirschseiffen (5), Blumenthal (3) und Ramscheid (4). Sechs Steine, die ebenfalls am 20. Oktober 2013 in Kirschseiffen gesetzt werden sollten, fanden Asyl in der benachbarten Evangelischen Pfarrkirche. Der vierte Verlegungstermin folgte am 4. November 2017. Auch zu diesem Termin konnten nicht alle der zehn geplanten Steine gesetzt werden. Zu zweien versagten die Anwohner ihre Einwilligung.
In einem Gemeinderatsbeschluss von September 2013 heißt es, die Grundlage der örtlichen Umsetzung des Stolpersteinprojektes sei: „mit dem Projekt Stolpersteine an die Opfer nationalsozialistischer Gewalt zu erinnern und auf gemeindeeigenen Gehwegen Stolpersteine des Künstlers Gunter Demnig zu verlegen, soweit die angrenzenden Grundstückseigentümer hiermit einverstanden sind“. Die Initiative Juden im Tal Hellenthal (JudiT.H) ist darum bemüht, diesen Beschluss zu Fall zu bringen und das bisherige Kirchenasyl nichtgesetzter Steine zu beenden. Die zwei im November 2017 nicht verlegten Steine fanden Aufnahme in der katholischen St. Anna in Hellenthal.

## Verlegte Stolpersteine
| Adresse                                                     | Name                       | Inschrift | Verlegedatum  | Bild | Anmerkung |
| ----------------------------------------------------------- | -------------------------- | --- | ------------- | --- | --- |
| Hellenthal Kölner Str. 27 (Standort)                        | Leonhard Bauer             | Hier wohnte Pfarrer Leonhard Bauer Jg. 1893 Im Widerstand verhaftet 1941 Gefängnis Aachen Predigt- und Unterrichtsverbot Flucht in den Tod 1945 Waldkirch  | 27. Okt. 2014 | | Leonhard Bauer war von 1936 bis 1941 Pfarrer der Pfarrei St. Anna in Hellenthal. Laut dem Handbuch des Bistums Aachen wurde er am 22. September 1941 verhaftet und des Landes verwiesen. |
| Hellenthal Kölner Str. 66 (Standort)                        | Erna Löwenstein            | Hier wohnte Erna Löwenstein Jg. 1907 unfreiwillig verzogen 1939 Köln deportiert 1941 Lodz / Litzmannstadt ermordet 3.5.1942 Chelmno / Kulmhof              | 20. Okt. 2013 | | |
| Hellenthal Kölner Str. 66 (Standort)                        | Gottfried Löwenstein       | Hier wohnte Gottfried Löwenstein Jg. 1871 unfreiwillig verzogen 1939 Köln deportiert 1941 Lodz / Litzmannstadt ermordet 3.5.1942 Chelmno / Kulmhof         | 20. Okt. 2013 | | |
| Hellenthal Kölner Str. 66 (Standort)                        | Sara Löwenstein            | Hier wohnte Sara Löwenstein geb. Hofmann Jg. 1876 unfreiwillig verzogen 1939 Köln deportiert 1941 Lodz / Litzmannstadt ermordet 3.5.1942 Chelmno / Kulmhof | 20. Okt. 2013 | | |
| Hellenthal Kölner Str. 66 (Standort)                        | Selma Löwenstein           | Hier wohnte Selma Löwenstein Jg. 1909 unfreiwillig verzogen 1939 Köln deportiert 1941 Lodz / Litzmannstadt ermordet 3.5.1942 Chelmno / Kulmhof             | 20. Okt. 2013 | | |
| Hellenthal Hohenbergringstr. 7 (Standort)                   | Adolf Kaufmann             | Hier wohnte Adolf Kaufmann Jg. 1922 Flucht 1938 Belgien Verhaftet 1940 Gefängnis Brüssel Erschossen 19.5.1940 Gefängnis St. Gilles                         | 27. Okt. 2014 | | |
| Hellenthal Hohenbergringstr. 7 (Standort)                   | August Kaufmann            | Hier wohnte Adolf Kaufmann Jg. 1893 Flucht 1938 Belgien Verhaftet 1940 Gefängnis Brüssel Erschossen 19.5.1940 Gefängnis St. Gilles                         | 27. Okt. 2014 | | |
| Hellenthal Hohenbergringstr. 7 (Standort)                   | Fanny Kaufmann geb. Jacobs | Hier wohnte Fanny Kaufmann geb. Jacobs Jg. 1893 Flucht 1938 Belgien versteckt gelebt befreit / überlebt                                                    | 27. Okt. 2014 | | |
| Kirschseiffen Im Kirschseiffen 27 (Standort)                | Wilhelm Hermann            | Hier wohnte Pfarrer Wilhelm Hermann Jg. 1902 Im Widerstand Aufgabe der Pfarrstelle unfreiwillig verzogen 1937 Wuppertal überlebt                           | 27. Okt. 2014 | | |
| Hellenthal Kölner Str. 32 (Standort)                        | N.N. Goldstein             | Hier wohnte N.N. Goldstein Jg. 1919 Haushälterin bei Herrn Heumann Schicksal unbekannt                                                                     | 9. Okt. 2015  | | |
| Hellenthal Kölner Str. 32 (Standort)                        | Samuel Heumann             | Hier wohnte Samuel Heumann Jg. 1858 Flucht 1939 Holland Interniert Westerbork deportiert 1943 Sobibor ermordet 30.4.1943                                   | 9. Okt. 2015  | | Der Kleinhändler in landwirtschaftlichen Produkten (Kuhdünger) und 1934 stellvertretende Repräsentant der Synagogengemeinde Samuel Heumann wurde am 1. Juni 1858 in Hellenthal als zweitgeborener und ältester Sohn des Handelsmannes und Repräsentanten der jüdischen Gemeinde, Joseph Heumann (geboren am 9. September 1823 in Oberdollendorf; gestorben am 10. Februar 1894 in Hellenthal) und dessen Ehefrau Henrietta (Jetta) Baum (geboren am 10. Mai 1824 in Gymnich; gestorben am 20. Juli 1879 in Hellenthal) geboren. Nachdem er am 15. Oktober 1889 in Wollersheim Cäcilia Schmitz (geboren am 27. Oktober 1861 in Wollersheim; gestorben am 28. Juni 1924 in Euskirchen) geheiratet hatte, bekam das Ehepaar von 1890 bis 1904 fünf Söhne und vier Töchter in Hellenthal. Ihre beiden ältesten Söhne Julius und Adolph fielen während des Ersten Weltkriegs. Rudolph, Johanna und Karl wurden mit ihren Familien Opfer des Holocaust. Joseph, Karoline und Helena gelang mit ihren Familien die Emigration in die USA. Pauline wanderte mit ihrem Mann Ernst Katz nach Argentinien aus. Samuel Heumann emigrierte im Januar 1939 in die Niederlande, wo er zunächst bei seinem Sohn Rudolf in Venlo lebte, ehe beide am 11. September 1939 ihren Wohnsitz nach Naarden verlegten. Am 27. April 1943 wurde Samuel Heumann von Westerbork nach Sobibor deportiert, sein Sohn Rudolf und dessen Ehefrau Regina Jacob folgten in einem Transport am 4. Mai 1943. Zu diesem Zeitpunkt war Samuel bereits ermordet worden (30. April 1943). Das Leben von Rudolf und Regina endete dort am 7. Mai 1943. |
| Kirschseiffen Im Kirschseiffen 29, 31 und 32 (Standort)     | Alexander Haas             | Hier wohnte Alexander Haas Jg. 1885 gedemütigt / entrechtet Tot 11.4.1936 Krankenhaus Köln                                                                 | 27. Okt. 2014 | | |
| Kirschseiffen Im Kirschseiffen 29, 31 und 32 (Standort)     | Emil Haas                  | Hier wohnte Emil Haas Jg. 1880 unfreiwillig verzogen Flucht 1938 Belgien Interniert Mechelen deportiert 1943 ermordet in Auschwitz                         | 27. Okt. 2014 | | |
| Kirschseiffen Im Kirschseiffen 29, 31 und 32 (Standort)     | Karl Haas                  | Hier wohnte Karl Haas Jg. 1890 ’Schutzhaft 1938’ Gefängnis Udenbreth Flucht 1938 Belgien / Frankreich Interniert Gurs Flucht 1942 Schweiz                  | 27. Okt. 2014 | | |
| Kirschseiffen Im Kirschseiffen 29, 31 und 32 (Standort)     | Martin Haas                | Hier wohnte Martin Haas Jg. 1878 verhaftet 1936 Gefängnis Aachen Tot 4.10.1936 Umstände nie geklärt                                                        | 27. Okt. 2014 | | |
| Kirschseiffen Im Kirschseiffen 27 (Standort)                | Leopold Rothschild         | Hier wohnte Leopold Rothschild Jg. 1884 unfreiwillig verzogen 1939 Köln deportiert 1942 Theresienstadt ermordet 21.12.1943                                 | 20. Okt. 2013 | Bild gesucht Die Wikipedia wünscht sich an dieser Stelle ein Bild vom hier behandelten Ort. Falls du dabei helfen möchtest, erklärt die Anleitung , wie das geht. BW | Der Stolperstein fand am 20. Oktober 2013 Asyl in der evangelischen Kirche in Kirschseiffen. |
| Kirschseiffen Im Kirschseiffen 27 (Standort)                | Johanna Rothschild         | Hier wohnte Johanna Rothschild Jg. 1879 unfreiwillig verzogen 1939 Köln deportiert 1942 Theresienstadt ermordet 15.5.1944 Auschwitz                        | 20. Okt. 2013 | Bild gesucht Die Wikipedia wünscht sich an dieser Stelle ein Bild vom hier behandelten Ort. Falls du dabei helfen möchtest, erklärt die Anleitung , wie das geht. BW | Der Stolperstein fand am 20. Oktober 2013 Asyl in der evangelischen Kirche in Kirschseiffen. |
| Kirschseiffen Im Kirschseiffen 27 (Standort)                | Ella Rothschild            | Hier wohnte Ella Rothschild Jg. 1912 unfreiwillig verzogen 1939 Köln deportiert 1941 ermordet in Riga                                                      | 20. Okt. 2013 | Bild gesucht Die Wikipedia wünscht sich an dieser Stelle ein Bild vom hier behandelten Ort. Falls du dabei helfen möchtest, erklärt die Anleitung , wie das geht. BW | Der Stolperstein fand am 20. Oktober 2013 Asyl in der evangelischen Kirche in Kirschseiffen. |
| Kirschseiffen Im Kirschseiffen 27 (Standort)                | Siegfried Rothschild       | Hier wohnte Siegfried Rothschild Jg. 1916 ’Schutzhaft 1938’ Sachsenhausen unfreiwillig verzogen 1939 Köln deportiert 1941 Riga / Stutthof ermordet         | 20. Okt. 2013 | Bild gesucht Die Wikipedia wünscht sich an dieser Stelle ein Bild vom hier behandelten Ort. Falls du dabei helfen möchtest, erklärt die Anleitung , wie das geht. BW | Der Stolperstein fand am 20. Oktober 2013 Asyl in der evangelischen Kirche in Kirschseiffen. |
| Kirschseiffen Im Kirschseiffen 27 (Standort)                | Julius Rothschild          | Hier wohnte Julius Rothschild Jg. 1898 Flucht 1938 Mexiko überlebt                                                                                         | 20. Okt. 2013 | Bild gesucht Die Wikipedia wünscht sich an dieser Stelle ein Bild vom hier behandelten Ort. Falls du dabei helfen möchtest, erklärt die Anleitung , wie das geht. BW | Der Stolperstein fand am 20. Oktober 2013 Asyl in der evangelischen Kirche in Kirschseiffen. |
| Kirschseiffen Im Kirschseiffen 27 (Standort)                | Arno Rothschild            | Hier wohnte Arno Rothschild Jg. 1899 Flucht 1938 Belgien Frankreich interniert Drancy deportiert 1942 ermordet in Auschwitz                                | 20. Okt. 2013 | Bild gesucht Die Wikipedia wünscht sich an dieser Stelle ein Bild vom hier behandelten Ort. Falls du dabei helfen möchtest, erklärt die Anleitung , wie das geht. BW | Der Stolperstein fand am 20. Oktober 2013 Asyl in der evangelischen Kirche in Kirschseiffen. |
| Blumenthal Alte Schulstraße zwischen Nr. 6 und 8 (Standort) | Walter Rothschild          | Hier wohnte Walter Rothschild Jg. 1901 deportiert ermordet in Auschwitz                                                                                    | 9. Okt. 2015  | | |
| Blumenthal Alte Schulstraße zwischen Nr. 6 und 8 (Standort) | Berta Rothschild           | Hier wohnte Berta Rothschild geb. Grüneberg Jg. 1907 unfreiwillig verzogen Dortmund deportiert 1942 ermordet in Zamosc                                     | 9. Okt. 2015  | | |
| Blumenthal Alte Schulstraße zwischen Nr. 6 und 8 (Standort) | Maud Rothschild            | Hier wohnte Maud Rothschild Jg. 1934 unfreiwillig verzogen Dortmund deportiert 1942 ermordet in Zamosc                                                     | 9. Okt. 2015  | | |
| Kirschseiffen Kölner Straße 96 (Standort)                   | Salomon Kaufmann           | Hier wohnte Salomon Kaufmann Jg. 1855 unfreiwillig verzogen 1938 Köln deportiert 1942 Theresienstadt ermordet 1.10.1942                                    | 4. Nov. 2017  | | |
| Kirschseiffen Kölner Straße 96 (Standort)                   | Sara Kaufmann              | Hier wohnte Kaufmann, Sara geb. Meyer Jg. 1860 unfreiwillig verzogen 1938 Köln deportiert 1942 Theresienstadt ermordet 19.7.1942                           | 4. Nov. 2017  | | |
| Kirschseiffen Kölner Straße 96 (Standort)                   | Karl Kaufmann              | Hier wohnte Karl Kaufmann Jg. 1890 ‘Schutzhaft’ 1938 Sachsenhausen unfreiwillig verzogen 1938 Köln deportiert 1942 Minsk Maly Trostineć ermordet           | 4. Nov. 2017  | | |
| Kirschseiffen Kölner Straße 96 (Standort)                   | Arno Kaufmann              | Hier wohnte Arno Kaufmann Jg. 1899 ’Schutzhaft 1938’ Sachsenhausen unfreiwillig verzogen 1938 Köln deportiert 1942 Riga ermordet                           | 4. Nov. 2017  | | |
| Kirschseiffen Kölner Straße 96 (Standort)                   | Johanna Kaufmann           | Hier wohnte Johanna Kaufmann verh. Leiser Jg. 1888 Schicksal unbekannt                                                                                     | 4. Nov. 2017  | | |
| Kirschseiffen Kölner Straße 96 (Standort)                   | Joseph Kamp                | Hier wohnte Joseph Kamp Jg. 1905 Flucht 1938 Argentinien                                                                                                   | 4. Nov. 2017  | | |
| Kirschseiffen Kölner Straße 96 (Standort)                   | Olga Kamp                  | Hier wohnte Olga Kamp geb. Kaufmann Jg. 1898 Flucht 1938 Argentinien                                                                                       | 4. Nov. 2017  | | |
| Kirschseiffen Kölner Straße 96 (Standort)                   | Edith Kamp                 | Hier wohnte Edith Kamp Jg. 1933 Flucht 1938 Argentinien | 4. Nov. 2017  | | |
| Hellenthal Kölner Straße 23 (Standort)                      | Lina Rothschild            | Hier wohnte Lina Rothschild Jg. 1886 | 4. Nov. 2017  | Bild gesucht Die Wikipedia wünscht sich an dieser Stelle ein Bild vom hier behandelten Ort. Falls du dabei helfen möchtest, erklärt die Anleitung , wie das geht. BW | Der Stolperstein fand am 4. November 2017 Asyl in der katholischen Kirche St. Anna in Hellenthal. Lina (geboren am 14. März 1886) und ihre Schwester Auguste lebten ohne Gewerbe als unverheiratete Töchter der Berta Rothschild, geborene Kaufmann (geboren am 20. Juni 1857; gestorben am 8. September 1938 in Hellenthal) auf der Kölner Straße in Hellenthal (auf Höhe der Hausnr. 13). Vermutlich verzogen sie nach dem Tod der Mutter nach Köln, wo sie zuletzt im Ghettohaus Mauritiussteinweg 11 lebten. Lina Rothschild wurde von dort am 11. Oktober 1941 zunächst nach Litzmannstadt deportiert und von dort in das Vernichtungslager Kulmhof (Chelmo), wo sie auch ermordet wurde. Als Datum ihres Todes ist der 12. Mai 1942 belegt. |
| Hellenthal Kölner Straße 23 (Standort)                      | Auguste Rothschild         | Hier wohnte Rothschild, Auguste Jg. 1891 | 4. Nov. 2017  | Bild gesucht Die Wikipedia wünscht sich an dieser Stelle ein Bild vom hier behandelten Ort. Falls du dabei helfen möchtest, erklärt die Anleitung , wie das geht. BW | Der Stolperstein fand am 4. November 2017 Asyl in der katholischen Kirche St. Anna in Hellenthal. Zu dem weiteren Leidensweg von Auguste Rothschild (geboren am 18. August 1891), nach ihrem Aufenthalt im Ghettohaus Mauritiussteinweg 11 in Köln gibt es zwei sich unterscheidende Versionen. Entweder wurde sie mit ihrer älteren Schwester am 22. Oktober 1941 nach Litzmannstadt deportiert oder aber bereits am 7./8. Dezember desselben Jahres nach Riga. Ort und Datum ihres Todes sind nicht belegt. Zum 8. Mai 1945 wurde sie rückwirkend für tot erklärt. |